# Centrodera osburni
Centrodera osburni là một loài bọ cánh cứng trong họ Cerambycidae.